# Chlorochaeta chordataria
Chlorochaeta chordataria är en fjärilsart som beskrevs av Charles Oberthür 1916. Chlorochaeta chordataria ingår i släktet Chlorochaeta och familjen mätare. Inga underarter finns listade i Catalogue of Life.